# Алкалалі
Алкалалі, Алькалалі (валенс. Alcalalí, ісп. Alcalalí) — муніципалітет в Іспанії, у складі автономної спільноти Валенсія, у провінції Аліканте. Населення — 1349 осіб (1 січня 2022).

## Географія
Муніципалітет розташований на відстані близько 360 км на південний схід від Мадрида, 60 км на північний схід від Аліканте.
На території муніципалітету розташовані такі населені пункти: (дані про населення за 2010 рік)
- Алкалалі: 1308 осіб
- Льйоса-де-Камачо: 216 осіб

### Клімат
| Кліматограма Алкалалі                                                                          | Кліматограма Алкалалі | Кліматограма Алкалалі | Кліматограма Алкалалі | Кліматограма Алкалалі | Кліматограма Алкалалі | Кліматограма Алкалалі | Кліматограма Алкалалі | Кліматограма Алкалалі | Кліматограма Алкалалі | Кліматограма Алкалалі | Кліматограма Алкалалі |
| ---------------------------------------------------------------------------------------------- | --------------------- | --------------------- | --------------------- | --------------------- | --------------------- | --------------------- | --------------------- | --------------------- | --------------------- | --------------------- | --------------------- |
| С                                                                                              | Л                     | Б                     | К                     | Т                     | Ч                     | Л                     | С                     | В                     | Ж                     | Л                     | Г                     |
| 47 14 8                                                                                        | 50 12 8               | 63 17 9               | 73 19 11              | 29 16                 | 16 29 20              | 7 34 23               | 35 30 22              | 64 27 18              | 70 20 16              | 136 18 12             | 68 15 10              |
| Середня макс. і мін. температури повітря (°C) Атмосферні опади (мм), за рік : 658 мм. Джерело: |                       |                       |                       |                       |                       |                       |                       |                       |                       |                       |                       |

## Демографія
Динаміка населення (INE ):

## Галерея зображень

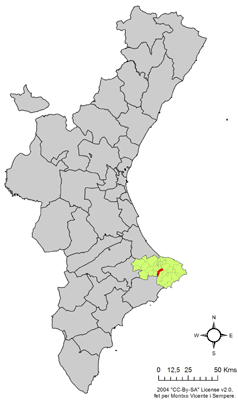
Розташування муніципалітету Алкалалі у автономній спільноті Валенсія
Розташування муніципалітету Алкалалі у комарці Маріна-Альта